# Лахтер
Лахтер — давня гірнича міра для обміру рудникових ділянок та відводів.
Лахтер — німецький гірничий сажень, який дорівнював за часів Агріколи близько 1,7 м.
Наводимо уривок з праці Георга Агріколи De Re Metallica (1556 р.), який саме присвячений опису «лахтера» та співвіднесення його з іншими гірничими мірами часів пізнього Середньовіччя:
| За одиницю вимірювання рудникової ділянки приймається лахтер , який у гірників має 6 лахтерних футів. У всякому разі , одна така міра дорівнює довжині обох розпростертих рук з шириною грудей , але різні народи надають цій мірі різну довжину. Так , у греків ця міра називалася оргійя і була 6 футів , у римлян – 5 футів. Ця ж міра , застосовувана гірниками, здається, могла перейти до німців від греків і в її грецькому значенні . Дійсно , власне гірничий фут близький (у німецьких гірників) за довжиною до грецького футу, будучи довшим останнього всього лише на 3/4 грецьких «пальця» (дактиля) . Але він ділиться, подібно римському футу, на 12 частин (в латинському оригіналі – унцій – прим. ред.) . З множення лахтера виходять один , два , три або більше «ленів» , причому один такий погонний «відмір» ( лен ) дорівнює 7 ( погонним ) лахтерам . |
Розрізняли «погонні» лахтери — міра довжини, і «квадратні» лахтери — міра площі, яка одержувалася при перемноженні погонних лахтерів.
Так, подвійний квадратний лен (або так званий «вер»), що має в довжину 14 , а в ширину 7 (погонних) лахтерів, з перемноження цих чисел становить 98 квадратних лахтерів .